# La demoiselle d´Ys
La demoiselle d´Ys es un cuento de fantasmas escrito por Robert William Chambers, que fue publicado en su colección de cuentos El Rey de Amarillo (1895). 

## Resumen
La historia comienza con un americano perdido en un páramo y deseando encontrar el océano para hallar la ruta de regreso. Había seguido los arroyos pero lo habían conducido a estanques o ciénagas. Exhausto se resigna a pasar la noche en el páramo y justo cuando empieza a quedarse dormido escucha un ruido que lo alarma; al ponerse de pie y apuntar con su escopeta se queda pasmado al descubrir una liebre muerta sobre la que se erguía un halcón. Sin embargo, lo que lo asombra es el trocito de metal que colgaba de un lazo que tenía amarrado entre las patas. Después de escuchar pasos acercándose, una mujer aparece y se lleva a ambos animales sosteniendo al halcón con un guante y amarrando a la liebre a una cuerda. Él se da cuenta de que la misteriosa mujer (la "demoiselle D'Ys" del título) puede ser su salida del páramo y a continuación entabla conversación con ella. 
Aquella charla no termina bien pero ella lo invita al castillo donde vive. Mientras conoce el castillo, el americano se da cuenta de que el lugar tiene extrañas criaturas y que todo es distinto de la realidad que conoce. 
Él regresa después de ser atacado por una serpiente y pierde el conocimiento; cuando despierta, descubre una piedra con un grabado que lo lleva a descubrir que se trata de la tumba de La Demoiselle D'Ys.